# Camugnano
Camugnano (Camgnèin nel dialetto locale, Camugnàn in dialetto bolognese cittadino) è un comune italiano di 1 884 abitanti della città metropolitana di Bologna in Emilia-Romagna. Fa parte dell'Unione dell'Appennino Bolognese.

## Geografia fisica

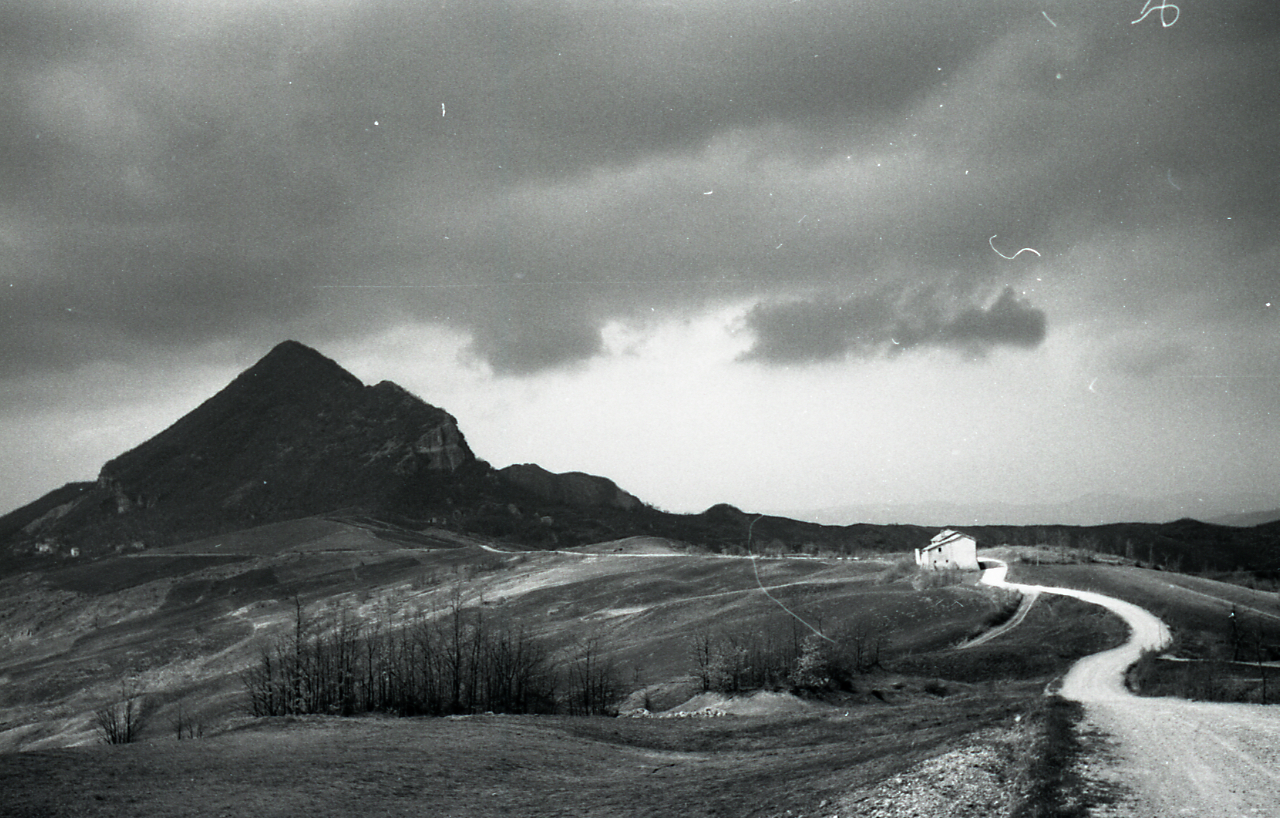
Il Monte Vigese in una foto di Paolo Monti

Situato nell'Appennino bolognese che fa parte dell'Appennino tosco-emiliano a circa 700 m s.l.m. con un territorio molto vasto di 9 661 ettari. Il capoluogo e parte del restante territorio sono situati nella valle del torrente Limentra (orientale o di Treppio), compresa nel bacino montano del fiume Reno. Il Monte Vigese (1091 m) domina un'area amena per boschi, acque ed armoniosi paesaggi agricoli.
Nell'area del comune è stato istituito nel 1995 il Parco regionale dei laghi Suviana e Brasimone.
In questo parco, ricco di natura incontaminata, fauna selvatica e borghi storici, sono compresi anche i laghi artificiali del bacino del Brasimone (ricadente nel territorio del comune di Camugnano) e il lago di Suviana (ricadente nel territorio dei comuni di Camugnano e Castel di Casio).
Le cime più alte del territorio si trovano all'interno del parco dei laghi:
- Monte Calvi (1283 m);
- Monte della Scoperta (1273 m);
- Monte di Stagno (1213 m);
- Poggio delle Vecchiette (1186 m).

## Storia
Camugnano ha una lunga storia che parte dal periodo della colonizzazione romana; romana era la famiglia di Camonius da cui deriva il nome attuale di Camugnano. 
Come si sono trovati riferimenti alla famiglia di un Acutius che ha dato le origini a Guzzano e altri toponimi come Vicus ("villaggio") da cui è derivato Vigo e Bargius, Bargi.
Anche Le Mogne deriva dalla romana tribus Lemonia. Altri toponimi invece derivano dalle attività che lì si svolgevano come Carpineta che deriva dalle piantagioni di carpino o Stagno che deriva dalle attività estrattive minerarie che lì si effettuavano tra il XV e il XVIII secolo.
In secoli meno remoti il territorio camugnanese fu diviso tra i bizantini dell'esarcato di Ravenna e i longobardi della Tuscia. 
I longobardi soprattutto hanno lasciato tracce evidenti del loro passato, ad esempio nei nomi come Ugo ed Oddone e nelle località come Greglio (dal longobardo Grellgo) o Porcile che indica località di grandi allevamenti di maiali, fondamentale elemento dell'economia dei longobardi. Un oratorio fu anche dedicato a S. Maria de Porcolis, nella zona di Bargi.
Di origine longobarda erano i potenti signori di Stagno, in lotta con il comune di Bologna e longobarda è l'origine di alcuni toponimi; la presenza di bizantini è stata riconosciuta sulla base di tracce linguistiche e di altra natura.
Sempre nel medioevo sono documentati su quest'area il potere dei signori di Vigo (dominatores de Vico), di signori delle Mogne e dei conti Alberti, di origine germanica.
Nel corso del XIII secolo Camugnano, come altri territori appenninici, entra nella sfera d'influenza del comune di Bologna ed è sottoposto per il potere giudiziario, amministrativo e militare al Capitanato della Montagna. Quest'ultimo aveva sede a Casio ma intorno al 1414 fu trasferito a Vergato, dopo essere stato, forse, basato a Vigo nel Duecento.
Costituito in Comune con a capo un massaro, Camugnano vide nel corso dei secoli il progressivo accorpamento al capoluogo delle attuali frazioni, prima Comuni autonomi. 
Per decreto vice-regio di età napoleonica, i comuni di Vigo (Vigo, Verzuno e Burzanella) e di S. Damiano (S. Damiano, Trasserra e Mogne) furono fatti confluire in quello di Camugnano, che così assunse un'estensione territoriale assimilabile a quella odierna. Modifiche nell'assetto amministrativo furono decise anche dal successivo governo pontificio, finché con l'Unità nazionale fu fissata la configurazione amministrativa attuale del paese.
Nell'Ottocento e fino agli anni Trenta del Novecento, quando venne costruito l'attuale Municipio, il centro amministrativo del paese era situato nella località Poggio del capoluogo; la residenza comunale era collocata all'interno di una dimora privata, la casa Pantaleoni, abitazione di una delle antiche famiglie del paese.
Agli inizi del Novecento Camugnano fu raggiunto dalla strada carrozzabile, prima col tratto diretto a Riola che dà accesso alla strada e alla ferrovia Porrettana in fondovalle Reno (1903); poi col tratto diretto a Castiglione dei Pepoli. Pochi anni dopo furono realizzate opere con aspetti di rilievo nazionale, che contribuirono a caratterizzare il camugnanese e gli immediati dintorni: la diga del Brasimone, ultimata nel 1911 ed eccellente esempio di costruzione non in calcestruzzo, ma in pietra locale; quella più piccola di S. Maria, in territorio castiglionese (1916-17); infine la diga di Suviana, terminata nel 1932, la più alta d'Italia all'epoca della sua costruzione.
Nel corso della seconda guerra mondiale, tra il marzo 1942 e il settembre 1943, Camugnano fu uno dei comuni dell'Emilia-Romagna adibiti a località di internamento libero per ebrei stranieri. Vi soggiornarono a domicilio coatto un totale di 54 profughi, tutti ebrei anglo-libici. Tra loro vi erano famiglie numerose con molti bambini ed anche due neonati che videro la luce in Italia. Con l'occupazione tedesca e la Repubblica Sociale Italiana, i 38 internati rimasti a Camugnano al netto dei numerosi trasferimenti (specialmente a Bazzano e Civitella in Val di Chiana) furono condotti al campo di concentramento di Bergen-Belsen e quindi a Vittel in Francia da dove nel luglio 1944 furono tutti liberati in uno scambio di prigionieri per rientrare in Libia nel novembre dello stesso anno.
Con un territorio povero di risorse e ad economia prevalentemente agricola (benché dotato anche di eccellenze artigianali), Camugnano fu interessato prima da fenomeni migratori, poi, gravemente, dallo spopolamento del secondo dopoguerra. Fra 1950 e 1970 il paese perse oltre il 50% dei residenti, passando da circa 5 600 abitanti ai 2509 del 1971. Al 31.12.2012 l'Istat ha censito 1 948 abitanti, con una media di 1,9 componenti per famiglia. Il popolamento effettivo del paese presenta tuttavia una variabilità stagionale, dovuta prevalentemente alla presenza di numerose seconde case, spesso di proprietà di famiglie di origine camugnanese.

### Simboli
Lo stemma è stato riconosciuto con DCG del 10 gennaio 1930.
Lo scudo è accompagnato da una lista bifida d'argento con il motto LIBERTAS.
L'emblema comunale unisce gli stemmi dei Bargellini, conti di Bargi, Badi e Stagno con il capo crociato della città di Bologna.
Il gonfalone è un drappo di azzurro.

## Monumenti e luoghi di interesse

### Architetture religiose
- Chiesa di San Martino Vescovo: la parrocchiale, ricostruita nel 1616, venne rimaneggiata alla fine del XIX secolo
- Chiesa di San Donnino di Burzanella
- Chiesa di San Giacomo a Bargi
- Chiesa di San Michele Arcangelo di Stagno
- Chiesa di San Giovanni Battista di Trasserra
- Chiesa di San Bartolomeo in San Damiano
- Chiesa di San Giovanni Battista di Verzuno
- Oratorio della Beata Vergine di Lourdes
- Chiesa di San Pietro di Guzzano
- Oratorio del Pensionato di San Rocco di Camugnano
- Chiesa di San Michele Arcangelo di Le Mogne
- Chiesa della Madonna del Cigno di Le Mogne
- Chiesa di Santa Rita al Brasimone
- Chiesa di Santo Stefano di Baigno
- Oratorio di San Rocco
- Oratorio di San Tommaso di Costozza
- Chiesa dei Santi Carlo e Bernardino di Carpineta
- Cappella dei Frascari: sul crinale che dal Monte Vigese va al Passo dello Zanchetto si trova in posizione isolata un oratorio dedicato alla Madonna dei Sette Dolori, detto comunemente Cappella dei Frascari.[12] Costruito tra il 1668 e il 1673, è rimasto inalterato nelle sue forme. Presso la Cappella dei Frascari si radunò nel 1809 un gruppo di ribelli antifrancesi con l'obiettivo di assalire Castiglione dei Pepoli.[13][14]
- San Donnino di Burzanella
- Chiesa di Santo Stefano di Vigo, chiesa sussidiaria della parrocchia di San Lorenzo di Vimignano (Grizzana Morandi)

### Architetture civili
- Palazzo Comelli di Bargi, nello stile dei maestri comacini[15]

## Società

### Evoluzione demografica
Abitanti censiti

### Etnie e minoranze straniere
Secondo i dati ISTAT al 31 dicembre 2009 la popolazione straniera residente era di 106 persone. Le nazionalità maggiormente rappresentate in base alla loro percentuale sul totale della popolazione residente erano:
- Romania 35 1,69%

## Cultura

### Musei
Sul territorio comunale si sviluppa il circuito museale dell'Ecomuseo camugnanese, che include il Mulino Cati, il Palazzo Comelli e il  Museo della Terra e del Sole nella Torretta di Bargi, in località La Piana.
All'interno del Bosco secolare del Poranceto è possibile visitare il Museo del Bosco, che funge anche da centro visite del Parco Regionale dei Laghi di Suviana e Brasimone.

## Geografia antropica

### Frazioni
Lo statuto comunale riconosce undici centri abitati oltre al capoluogo omonimo. Essi sono: Baigno, Bargi, Brasimone, Burzanella, Carpineta, Guzzano, Mogne, San Damiano, Stagno, Trasserra, Verzuno e Vigo.

#### Brasimone

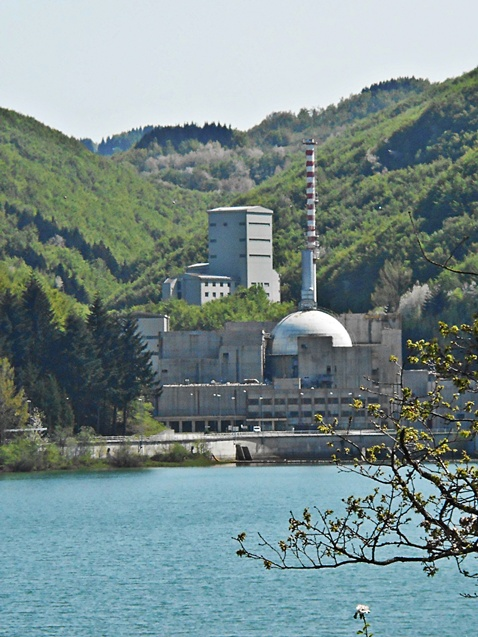
Il Centro Ricerche Brasimone dell'ENEA nei pressi del lago

Località sorta nel XX secolo in seguito all'edificazione della Diga delle Scalere nel 1911. Il Bacino del Brasimone è stato il primo di una serie di laghi artificiali costruiti per l'alimentazione elettrica della Ferrovia Porrettana.
Negli anni successivi al dopoguerra divenne una meta di turismo locale e vennero costruiti alcuni alberghi e ristoranti. Ancora oggi è frequentata da pescatori o campeggiatori.
Negli anni '70 sulla riva sud-orientale del lago fu edificato un centro ricerche sull'energia nucleare. In seguito al referendum sul nucleare del 1987 il reattore venne spento e la ricerca riconvertita. Adesso è sede di un centro ricerche dell'ENEA.

#### Bargi
Situato a circa 670 m s.l.m., fu sede di un antico castello conteso tra i conti di Panico e il comune di Bologna, fino a quando non fu distrutto nel 1451 da quest'ultimo. Successivamente fu un importante centro locale di produzione di armi da fuoco, come testimoniano le pistole in mostra al Museo civico medievale di Bologna.
Oggi è la frazione meno abitata dopo Stagno, con circa 40 abitanti. Nel 1975 è stata costruita nei suoi pressi la centrale idroelettrica di Bargi, centrale idroelettrica di pompaggio e generazione per i bacini di Suviana e Brasimone.

#### Burzanella

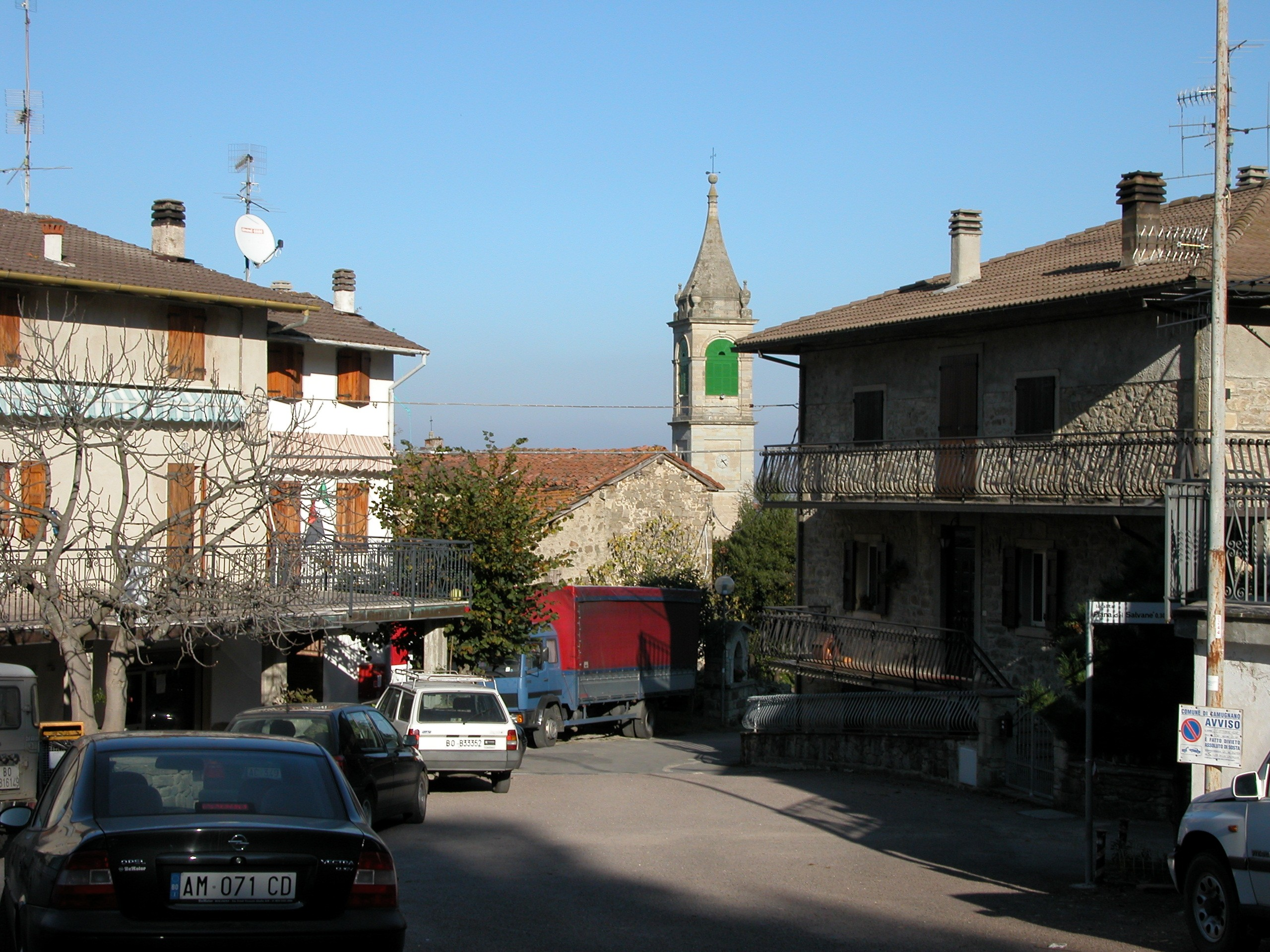
Burzanella, piazzetta del Fico

Si trova nella vallata del torrente Vezzano, immissario del fiume Setta, ed è posta a 550 m s.l.m. in una spianata circondata da castagni secolari. La testata della valle è circoscritta, in direzione sud, dalle cime di Fontanavidola (950 m s.l.m.) e verso ovest del Monte Vigese (1091 m s.l.m.) e del Montovolo (962 m s.l.m.). La località dista circa 50 km dal capoluogo di provincia Bologna e 7 km dal capoluogo comunale. 
La storia di Burzanella è documentata da documenti dell’anno 1000 ma l’origine del nome (Bricianella-Brucianella) deriva dal latino Briccius o Brittius ed è chiaramente romana. Dagli stessi documenti viene citato un “castro Bricianella“ e si evince quindi che esisteva qui anche un castrum (castello, fortilizio, rocca) la cui presenza si intuisce anche dalla toponomastica della località "La Rocca".

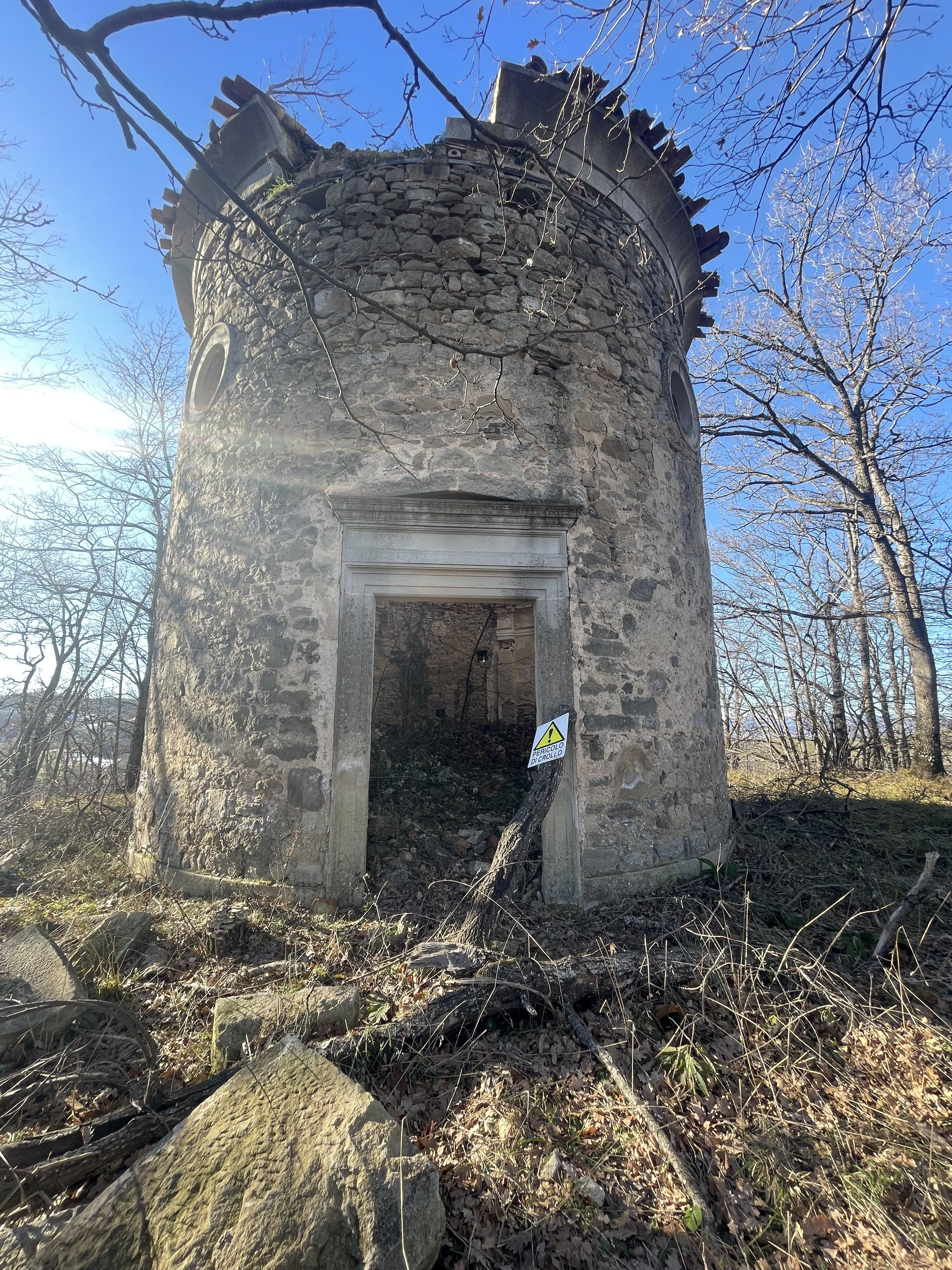
Oratorio San Luigi Gonzaga

Oltre alla chiesa parrocchiale nel centro del paese dedicata a San Donnino, sul Poggio di Burzanella vi sono i resti collabenti di un Oratorio del XIX secolo dedicato a San Luigi Gonzaga caratterizzato dalla particolare forma circolare con cripta sotterranea, oltre alla già citata Cappella dei Frascari.
La notte del 27 settembre del 1944 le SS di transito da Burzanella fucilarono sei residenti in località "Bel Poggio".
Nel 1964 furono ritrovate presso il podere "Bontecchio" quattordici asce di bronzo risalenti al II millennio a.C., ora esposte al Museo Civico Archeologico di Bologna.
Nel 1997 fu costruito nella Piana dei Saivané un centro sportivo e una sede sociale amministrati dalla locale Pro Loco.
L'abitato è attraversato dalla Via della Lana e della Seta che da Bologna conduce a Prato e, lungo il percorso è possibile rinfrescarsi alla sorgente naturale delle Cedde ove è presente una fontana restaurata a cura della locale Pro Loco.

#### San Damiano
Anticamente feudo della famiglia degli Alberti, San Damiano è sito a 690 m s.l.m. sopra il Bacino di S. Maria.

#### Stagno

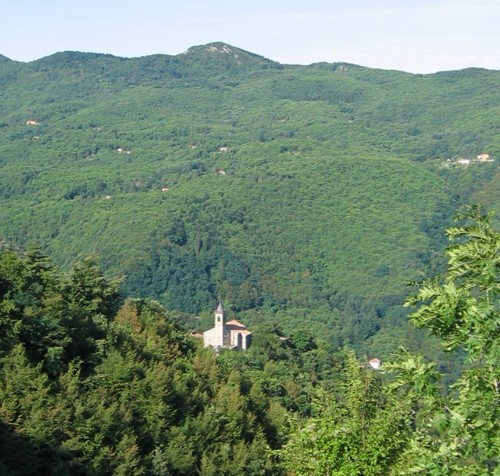
Chiesa di Stagno

Località situata a 600 m.s.l.m vicino al confine con la Toscana, quasi incuneata tra i Comuni di Sambuca Pistoiese e Cantagallo. Dopo la conquista longobarda avvenuta alla fine del VI secolo fu annessa ai territori della "Iudicaria Pistoriensis" e successivamente affidata all'amministrazione della progenie d'origine longobarda conosciuta col nome di "stagnensi".
All'inizio del XIII secolo Stagno passa sotto la dominazione del Comune di Bologna tranne una breve parentesi nel 1306 quando il territorio fu occupato dai potenti conti di Panico.
A differenza del resto del territorio comunale, a Stagno viene parlato un dialetto bolognese montano alto con forti influssi toscani.
Il caratteristico borgo abbandonato di Chiapporato, un tempo abitato da carbonai, pastori e boscaioli, è raggiungibile unicamente da Stagno tramite una strada sterrata.

## Amministrazione
- Classificazione climatica: zona E, 2997 GR/G

Di seguito è presentata una tabella relativa alle amministrazioni che si sono succedute in questo comune.
| Periodo          | Periodo          | Primo cittadino  | Partito                                     | Carica                              | Note   |
| ---------------- | ---------------- | ---------------- | ------------------------------------------- | ----------------------------------- | ------ |
| 20 giugno 1985   | 14 giugno 2004   | Mauro Brunetti   | PCI, PDS                                    | Sindaco                             | [ 32 ] |
| 14 giugno 2004   | 13 febbraio 2013 | Alfredo Verardi  | lista civica                                | Sindaco                             | [ 32 ] |
| 13 febbraio 2013 | 28 maggio 2013   | Anna Clausi      | -                                           | Comm. pref. poi Comm. straordinario | [ 32 ] |
| 28 maggio 2013   | 11 giugno 2018   | Alfredo Del Moro | lista civica Sviluppo e progresso           | Sindaco                             | [ 32 ] |
| 11 giugno 2018   | in carica        | Marco Masinara   | lista civica Dialogo e futuro per Camugnano | Sindaco                             | [ 32 ] |

### Gemellaggi
- Minerbio